# سيسترتيوس
السسترس أو السسترتيوس أو السيسترتيوس، كانت عملة رومانية قديمة. خلال الجمهورية الرومانية، كانت عملة فضية صغيرة تصدر فقط في مناسبات نادرة. خلال الإمبراطورية الرومانية كانت عملة نحاسية كبيرة.
| سسترس مجهول السك                                                                | سسترس مجهول السك                                |
| ------------------------------------------------------------------------------- | ----------------------------------------------- |
|                                                                                 |                                                 |
| ديوسكوري راكبًا علي اليمين، كلمة ROMA في الإطار الخطي أدناه. RSC4, C44/7, BMC13. | رأس روما لابسًا خوذة علي اليمين، وكلمة IIS ورائه |
| AR 0.9600 mg - RSC4, C44/7, BMC13                                               |                                                 |

## روابط خارجية
- An early (211/10 CE) Sestertius at the American Numismatic Society (numismatics.org:1975.134.7)
- An Augustan Sestertius from an Asian Mint (numismatics.org:2006.21.9)[وصلة مكسورة]
- Sestertius issued by Caligula in memory of his mother Agrippina the Elder (numismatics.org:1952.81.2)[وصلة مكسورة]